# Форт-Медісон (Айова)
Форт-Медісон (англ. Fort Madison) — місто (англ. city) в США, в окрузі Лі штату Айова. Населення — 10 270 осіб (2020).

## Географія
Форт-Медісон розташований за координатами 40°37′11″ пн. ш. 91°21′7″ зх. д. / 40.61972° пн. ш. 91.35194° зх. д. (40.619860, -91.351884).  За даними Бюро перепису населення США в 2010 році місто мало площу 34,26 км², з яких 24,58 км² — суходіл та 9,68 км² — водойми.

## Демографія
Згідно з переписом 2010 року, у місті мешкала 11 051 особа в 4403 домогосподарствах у складі 2667 родин. Густота населення становила 323 особи/км².  Було 4956 помешкань (145/км²).
Расовий склад населення:
| - 89,3 % — білих - 5,5 % — чорних або афроамериканців - 0,6 % — азіатів - 0,4 % — корінних американців - 0,1 % — вихідців з тихоокеанських островів - 1,6 % — осіб інших рас |

До двох чи більше рас належало 2,5 %. Частка іспаномовних становила 6,7 % від усіх жителів.
За віковим діапазоном населення розподілялося таким чином: 21,0 % — особи молодші 18 років, 63,3 % — особи у віці 18—64 років, 15,7 % — особи у віці 65 років та старші. Медіана віку мешканця становила 39,9 року. На 100 осіб жіночої статі у місті припадало 112,0 чоловіків;  на 100 жінок у віці від 18 років та старших — 114,5 чоловіків також старших 18 років.
Середній дохід на одне домашнє господарство  становив 51 918 доларів США (медіана — 42 595), а середній дохід на одну сім'ю — 57 863 долари (медіана — 52 897). Медіана доходів становила 44 788 доларів для чоловіків та 31 337 доларів для жінок. За межею бідності перебувало 17,7 % осіб, у тому числі 27,1 % дітей у віці до 18 років та 13,5 % осіб у віці 65 років та старших.
Цивільне працевлаштоване населення становило 5351 осіб. Основні галузі зайнятості: виробництво — 23,8 %, освіта, охорона здоров'я та соціальна допомога — 17,8 %, роздрібна торгівля — 15,0 %.